# Olympische Sommerspiele 1976/Leichtathletik – Hochsprung (Männer)

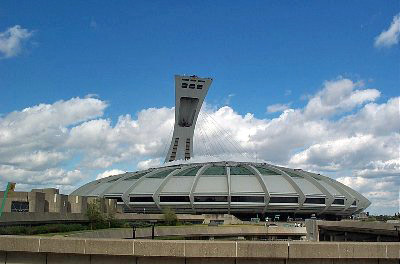
Das Olympiastadion in Montreal

Der Hochsprung der Männer bei den Olympischen Spielen 1976 in Montreal wurde am 30. und 31. Juli 1976 im Olympiastadion Montreal ausgetragen. 37 Athleten nahmen teil.
Olympiasieger wurde der Pole Jacek Wszoła. Er gewann vor dem Kanadier Greg Joy und dem US-Amerikaner Dwight Stones.
Für die Bundesrepublik Deutschland gingen Walter Boller und Wolfgang Killing an den Start. Beide scheiterten in der Qualifikation.

Auch der DDR-Springer Henry Lauterbach schied in der Qualifikation aus, während sein Mannschaftskamerad Rolf Beilschmidt das Finale erreichte und dort Platz sieben belegte.

Springer aus der Schweiz, Österreich und Liechtenstein nahmen nicht teil.

## Rekorde

### Bestehende Rekorde
| Weltrekord         | 2,31 m | Dwight Stones ( USA) | Philadelphia, USA              | 5. Juni 1976     |
| Olympischer Rekord | 2,24 m | Dick Fosbury ( USA)  | Finale OS Mexiko-Stadt, Mexiko | 20. Oktober 1968 |

### Rekordverbesserung
Der polnische Olympiasieger Jacek Wszoła verbesserte den bestehenden olympischen Rekord im Finale am 31. Juli um einen Zentimeter auf 2,25 m.

## Durchführung des Wettbewerbs
Die Springer traten am 30. Juli in zwei Gruppen zu einer Qualifikationsrunde an. Vierzehn Athleten – hellblau unterlegt – meisterten die direkte Finalqualifikationshöhe von 2,16 m. Damit war die Mindestanzahl von zwölf Finalteilnehmern übertroffen. Diese vierzehn Wettbewerber bestritten am 31. Juli das Finale.

## Zeitplan
30. Juli, 10:00 Uhr: Qualifikation

31. Juli, 16:30 Uhr: Finale
Anmerkung: Alle Zeiten sind in Ortszeit Montreal (UTC−5) angegeben.

## Legende
Kurze Übersicht zur Bedeutung der Symbolik – so üblicherweise auch in sonstigen Veröffentlichungen verwendet:
| – | verzichtet                            |
| o | übersprungen                          |
| x | ungültig                              |
| r | Wettkampf nicht fortgesetzt (retired) |

## Qualifikation
Datum: 30. Juli 1976, ab 10:00 Uhr

### Gruppe A
| Platz | Name             | Nation         | 2,00 m | 2,05 m | 2,10 m | 2,13 m | 2,16 m | Höhe   |
| ----- | ---------------- | -------------- | ------ | ------ | ------ | ------ | ------ | ------ |
| 1     | Jim Barrineau    | USA            | –      | –      | o      | o      | o      | 2,16 m |
| 1     | Jacek Wszoła     | Polen          | –      | –      | o      | o      | o      | 2,16 m |
| 3     | Sergei Senjukow  | Sowjetunion    | –      | o      | o      | o      | o      | 2,16 m |
| 4     | Rolf Beilschmidt | DDR            | o      | o      | o      | o      | o      | 2,16 m |
| 4     | Sergei Budalow   | Sowjetunion    | o      | o      | o      | o      | o      | 2,16 m |
| 6     | Greg Joy         | Kanada         | –      | o      | xo     | xo     | o      | 2,16 m |
| 7     | Dwight Stones    | USA            | –      | o      | o      | o      | xo     | 2,16 m |
| 8     | Claude Ferragne  | Kanada         | xo     | xo     | o      | o      | xo     | 2,16 m |
| 9     | Rodolfo Bergamo  | Italien        | o      | o      | o      | xo     | xxo    | 2,16 m |
| 10    | Rune Almén       | Schweden       | o      | o      | xo     | xxo    | xxo    | 2,16 m |
| 11    | Endre Kelemen    | Ungarn         | –      | –      | xo     | o      | xxx    | 2,13 m |
| 12    | Guy Moreau       | Belgien        | –      | o      | xo     | o      | xxx    | 2,13 m |
| 13    | Walter Boller    | BR Deutschland | o      | xo     | o      | o      | xxx    | 2,13 m |
| 14    | Henry Lauterbach | DDR            | o      | o      | o      | xxo    | xxx    | 2,13 m |
| 15    | Danial Temim     | Jugoslawien    | o      | o      | o      | –      | xxx    | 2,10 m |
| 16    | Teymour Ghiasi   | Iran           | o      | xo     | o      | xxx    |        | 2,10 m |
| 17    | Wolfgang Killing | BR Deutschland | –      | o      | xxx    |        |        | 2,05 m |
| 18    | Robert Forget    | Kanada         | o      | xxo    | xxx    |        |        | 2,05 m |
| 18    | Riccardo Fortini | Italien        | o      | xxo    | xxx    |        |        | 2,05 m |
| DNS   | Bruno Brokken    | Belgien        |        |        |        |        |        |        |

In Qualifikationsgruppe A ausgeschiedene Hochspringer:

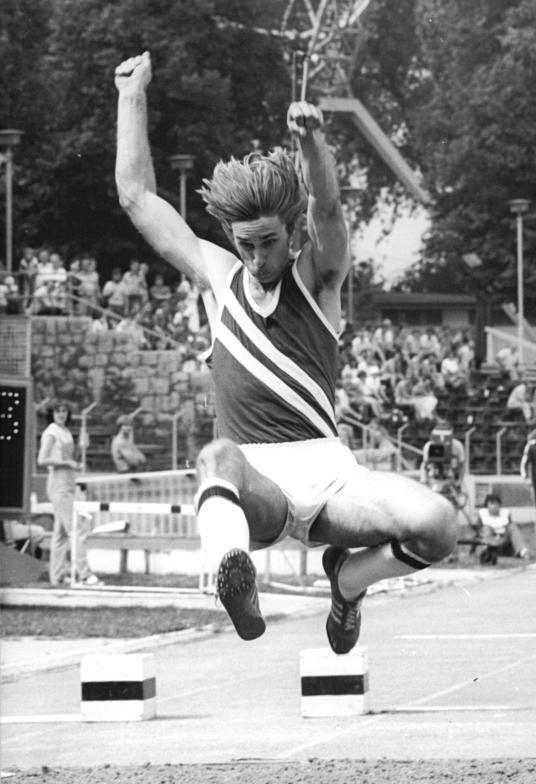
Henry Lauterbach (hier als Weitspringer) – 2,13 m
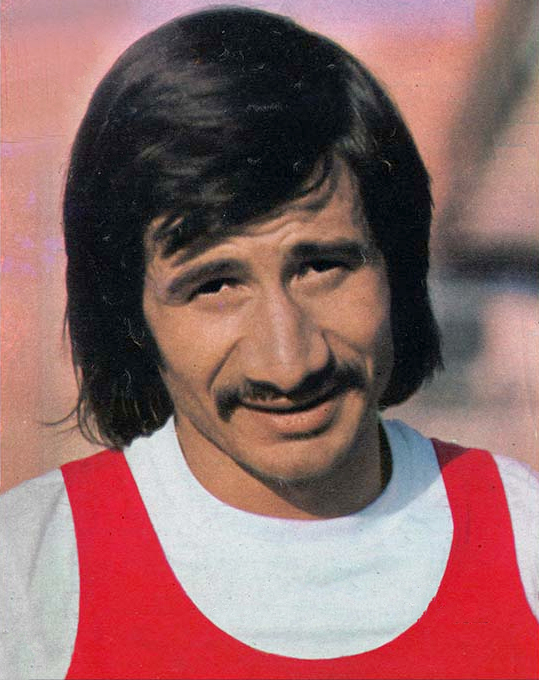
Teymour Ghiasi – 2,10 m
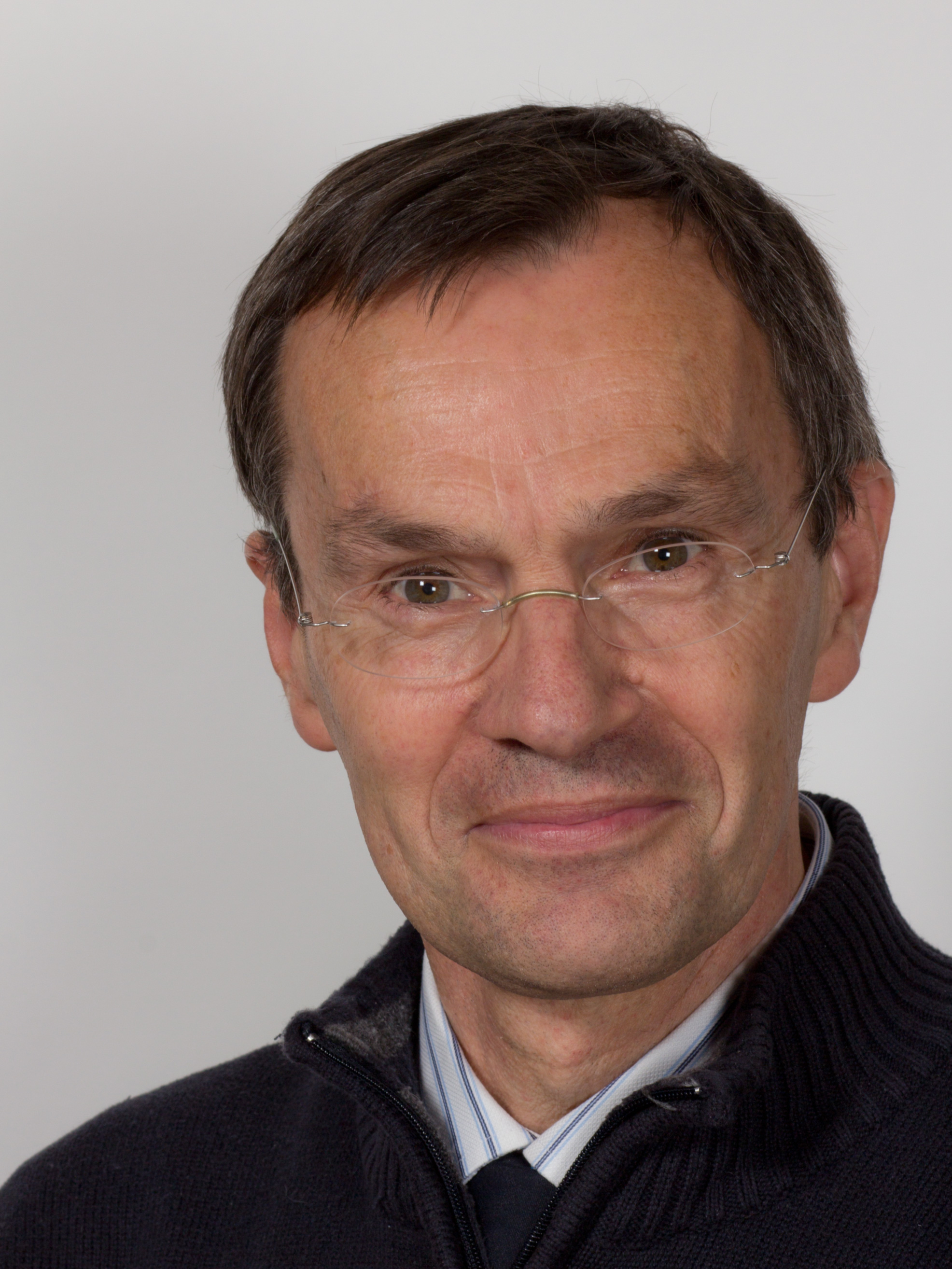
Wolfgang Killing (Foto: 2012) – 2,05 m

### Gruppe B
| Platz | Name                   | Nation        | 2,00 m | 2,05 m | 2,10 m | 2,13 m | 2,16 m | Höhe   |
| ----- | ---------------------- | ------------- | ------ | ------ | ------ | ------ | ------ | ------ |
| 1     | Bill Jankunis          | USA           | –      | o      | o      | o      | o      | 2,16 m |
| 2     | Leif Roar Falkum       | Norwegen      | –      | o      | o      | xo     | o      | 2,16 m |
| 3     | Terje Totland          | Norwegen      | o      | o      | o      | xo     | o      | 2,16 m |
| 4     | Jesper Tørring         | Dänemark      | o      | –      | o      | xo     | xxo    | 2,16 m |
| 5     | Katsumi Fukura         | Japan         | o      | o      | xo     | o      | xr     | 2,13 m |
| 6     | Kazunori Koshikawa     | Japan         | o      | o      | o      | xo     | xxx    | 2,13 m |
| 7     | Juan Carrasco          | Spanien       | o      | o      | xxx    |        |        | 2,05 m |
| 7     | István Major           | Ungarn        | o      | o      | xxx    |        |        | 2,05 m |
| 7     | Paul Poaniéwa          | Frankreich    | o      | o      | xxx    |        |        | 2,05 m |
| 7     | Oscar Raise            | Italien       | o      | o      | xxx    |        |        | 2,05 m |
| 11    | Francisco Martín       | Spanien       | –      | xo     | xxx    |        |        | 2,05 m |
| 12    | Jacques Aletti         | Frankreich    | xo     | xo     | xxx    |        |        | 2,05 m |
| 12    | Marc Romersa           | Luxemburg     | xo     | xo     | xxx    |        |        | 2,05 m |
| 12    | Richard Spencer        | Kuba          | xo     | xo     | xxx    |        |        | 2,05 m |
| 15    | Clark Godwin           | Bermuda       | o      | xxo    | xxx    |        |        | 2,05 m |
| NM    | Carlos Alberto Abaunza | Nicaragua     | xxx    |        |        |        |        | ogV    |
| NM    | Irajá Cecy             | Brasilien     | xxx    |        |        |        |        | ogV    |
| NM    | Ghazi Saleh Marzouk    | Saudi-Arabien | xxx    |        |        |        |        | ogV    |

## Finale
Datum: 31. Juli 1976, 16:30 Uhr
| Platz | Name             | Nation      | 2,00 m | 2,05 m | 2,10 m | 2,14 m | 2,18 m | 2,21 m | 2,23 m | 2,25 m | 2,27 m | 2,29 m | Endresultat | Anmerkung |
| ----- | ---------------- | ----------- | ------ | ------ | ------ | ------ | ------ | ------ | ------ | ------ | ------ | ------ | ----------- | --------- |
| 1     | Jacek Wszoła     | Polen       | –      | –      | –      | o      | o      | o      | o      | xo OR  | xx–    | x      | 2,25 m      | OR        |
| 2     | Greg Joy         | Kanada      | o      | o      | o      | xo     | xxo    | o      | xxo    | x–     | xx     |        | 2,23 m      |           |
| 3     | Dwight Stones    | USA         | –      | –      | o      | o      | o      | o      | xxx    |        |        |        | 2,21 m      |           |
| 4     | Sergei Budalow   | Sowjetunion | –      | o      | o      | o      | o      | xo     | x–     | xx     |        |        | 2,21 m      |           |
| 5     | Sergei Senjukow  | Sowjetunion | –      | –      | o      | o      | o      | xxx    |        |        |        |        | 2,18 m      |           |
| 6     | Rodolfo Bergamo  | Italien     | o      | o      | o      | xo     | o      | xxx    |        |        |        |        | 2,18 m      |           |
| 7     | Rolf Beilschmidt | DDR         | –      | o      | o      | o      | xo     | xxx    |        |        |        |        | 2,18 m      |           |
| 8     | Jesper Tørring   | Dänemark    | –      | –      | o      | xo     | xo     | xxx    |        |        |        |        | 2,18 m      |           |
| 9     | Terje Totland    | Norwegen    | o      | o      | xo     | o      | xo     | xxx    |        |        |        |        | 2,18 m      |           |
| 10    | Rune Almén       | Schweden    | o      | xo     | xo     | o      | xxo    | xxx    |        |        |        |        | 2,18 m      |           |
| 11    | Jim Barrineau    | USA         | –      | –      | o      | o      | xxx    |        |        |        |        |        | 2,14 m      |           |
| 12    | Claude Ferragne  | Kanada      | –      | o      | o      | o      | xxx    |        |        |        |        |        | 2,14 m      |           |
| 13    | Bill Jankunis    | USA         | –      | –      | o      | xxx    |        |        |        |        |        |        | 2,10 m      |           |
| 14    | Leif Roar Falkum | Norwegen    | –      | –      | xo     | xxx    |        |        |        |        |        |        | 2,10 m      |           |

Topfavorit war der Weltrekordhalter Dwight Stones, den allerdings das kühle und regnerische Wetter sehr störte. Für Stones’ Absprungtechnik war ein schneller Anlauf erforderlich, auf den auch zahlreiche seiner Kontrahenten angewiesen waren, die damit jedoch besser zurechtkamen. Außer dem Weltrekordler war der Däne Jesper Tørring, 1974 mit 2,25 m Europameister geworden, ein Medaillenkandidat. Neben diesen beiden war es allerdings schwierig, überhaupt weitere einzelne Athleten auszumachen, die mit in einen Favoritenkreis einzubeziehen wären. Es gab zahlreiche zum Teil auch jüngere Athleten, die darauf warteten, erfolgreiche Resultate zu präsentieren.
So gingen vierzehn Hochspringer, die die Qualifikationshöhe von 2,16 m übersprungen hatten, in ein ziemlich offenes Finale. Zehn von ihnen blieben nach übersprungenen 2,18 m noch im Rennen. Sechs weitere schieden bei der nächsten Höhe von 2,21 m aus, darunter auch Jesper Tørring. Der Pole Jacek Wszoła lag ohne Fehlversuch in Führung vor Stones, der ebenfalls bisher ohne Fehlversuch eine Höhe früher eingestiegen war. Dahinter folgte zur Freude der kanadischen Zuschauer ihr Landsmann Greg Joy auf Platz drei. Mit einem Fehlversuch über 2,21 m rangierte der sowjetische Springer Sergei Budalow auf dem vierten Rang.
Bei 2,23 m musste Stones nach drei Fehlversuchen die Segel streichen. Wszoła überquerte die Latte gleich im ersten, Joy im dritten Versuch. Budalow hatte hier einen Fehlversuch und sparte sich die beiden verbliebenen Versuche für die nächste Höhe von 2,25 m auf und belegte zunächst Rang drei hinter Stones, aus dem jedoch Platz vier wurde, nachdem Joy 2,23 m überquert hatte. Wszoła konnte die nun folgende Höhe von 2,25 m im zweiten Versuch überspringen, Joy pokerte nach einem Fehlversuch, indem er seine beiden verbliebenen Versuche für die nächste Höhe von 2,27 m aufsparte. Budalow scheiterte mit seinen beiden ihm noch zur Verfügung stehenden Sprüngen an 2,25 m und konnte seinen vierten Platz somit nicht weiter verbessern.
Die beiden verbliebenen Springer Wszola und Joy rissen nun zwei Mal die 2,27 m, damit blieb Greg Joy auf dem Silberrang, denn so hatte er seine beiden ihm verbliebenen Versuche aufgebraucht. Die Entscheidung war gefallen. Jacek Wszoła war Olympiasieger und ließ für seinen letzten Versuch die Latte auf 2,29 m legen, scheiterte jedoch. Dwight Stones gewann die Bronzemedaille.
Jacek Wszoła war der erste polnische Olympiasieger im Hochsprung.

Greg Joy gewann die erste kanadische Medaille in dieser Disziplin.

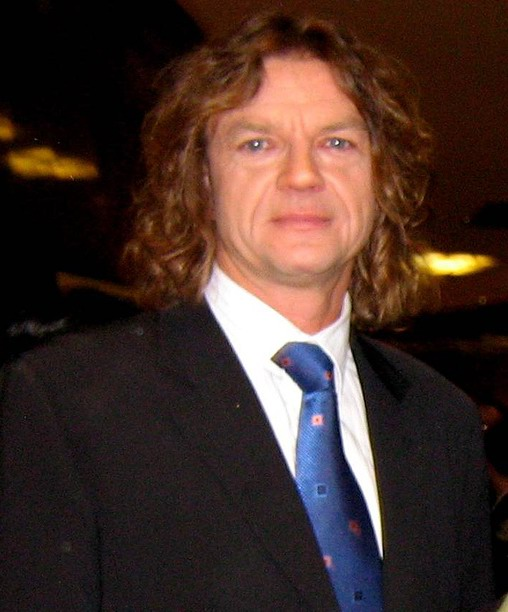
Olympiasieger Jacek (hier im Jahr 2007)
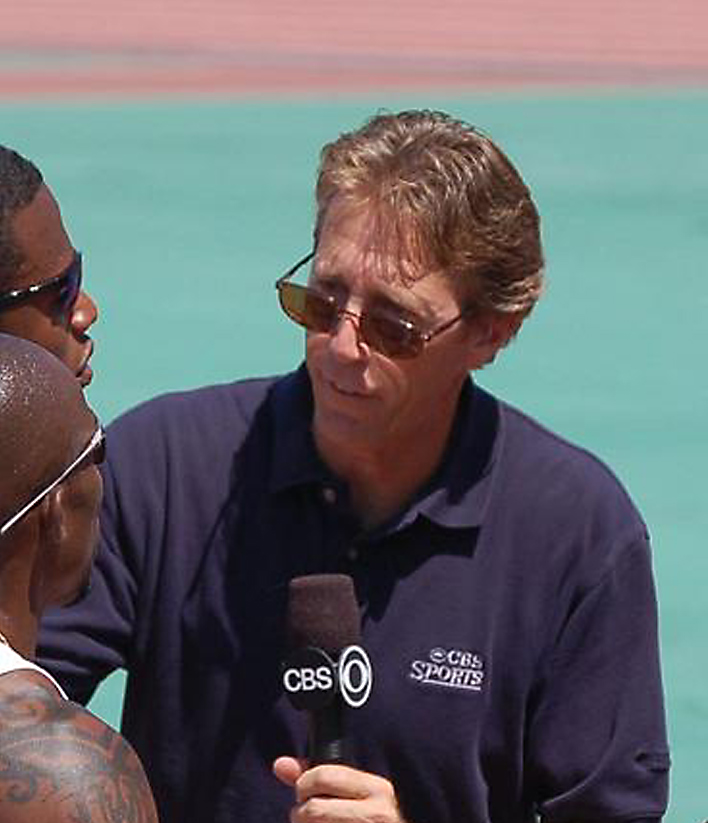
Dwight Stones (Foto: 2006) gewann wie schon vier Jahre zuvor die Bronzemedaille
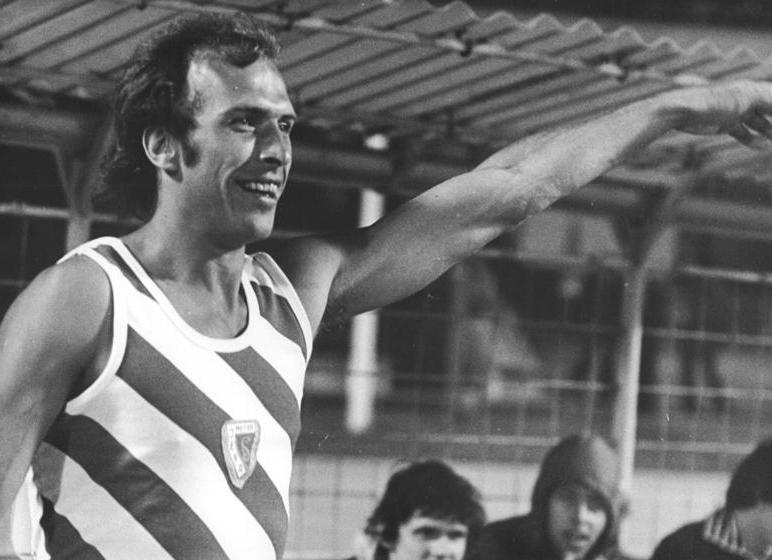
Rolf Beilschmidt belegte Rang sieben
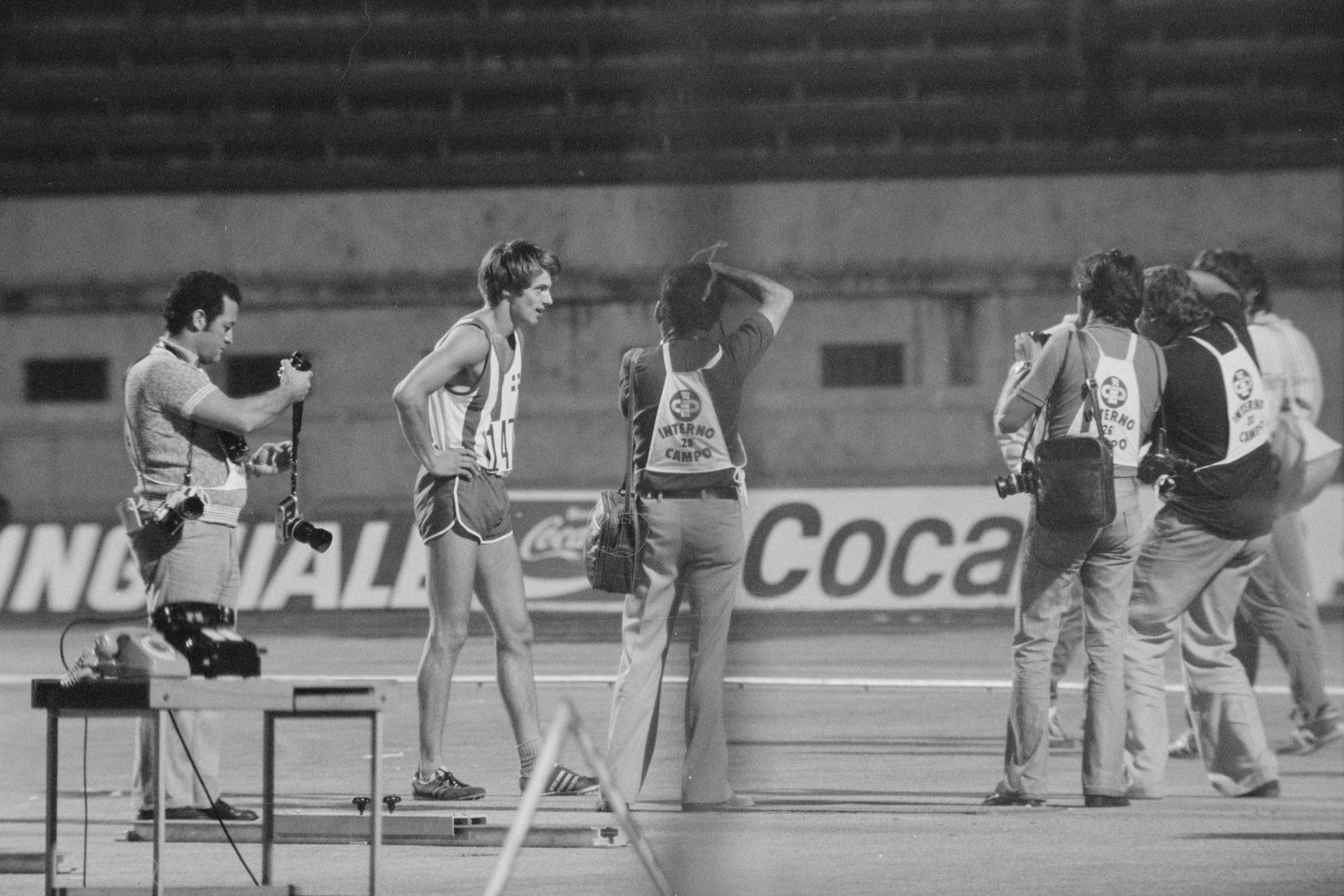
Jesper Tørring – hier als Europameister 1974 – kam auf den achten Platz

## Videolinks
- Jacek Wszoła - AZS AWF Warszawa, youtube.com, abgerufen am 15. Dezember 2017
- Montreal Olympic Games Highlights - Second Part - Colour, Bereich 5:17 min bis 5:32 min, youtube.com, abgerufen am 12. Oktober 2021